# Tshewang Sithub
Tshewang Sithub foi um Desi Druk do Reino do Butão, reinou de 1864 a 1866. Foi antecedido no trono por Phuntsho Namgyal. No mesmo ano reinaram Tsulthrim Yonten e Kagyu Wangchuk, 1864. Foi seguido no trono por Tsondru Pekar.